# Anjou (francuski strzelec)
Anjou – nieznany z imienia francuski strzelec, który wziął udział w Letnich Igrzyskach Olimpijskich 1900 (Paryż).

## Kariera sportowa
Na igrzyskach startował tylko w trapie; zajął ostatnie 31. miejsce, jednak jego wynik punktowy jest nieznany.

## Wyniki olimpijskie
| Igrzyska | Konkurencja | Wynik       | Miejsce | Źródło |
| -------- | ----------- | ----------- | ------- | ------ |
| IO 1900  | Trap        | Brak danych | 31      | [ 1 ]  |